# Jesse Dylan

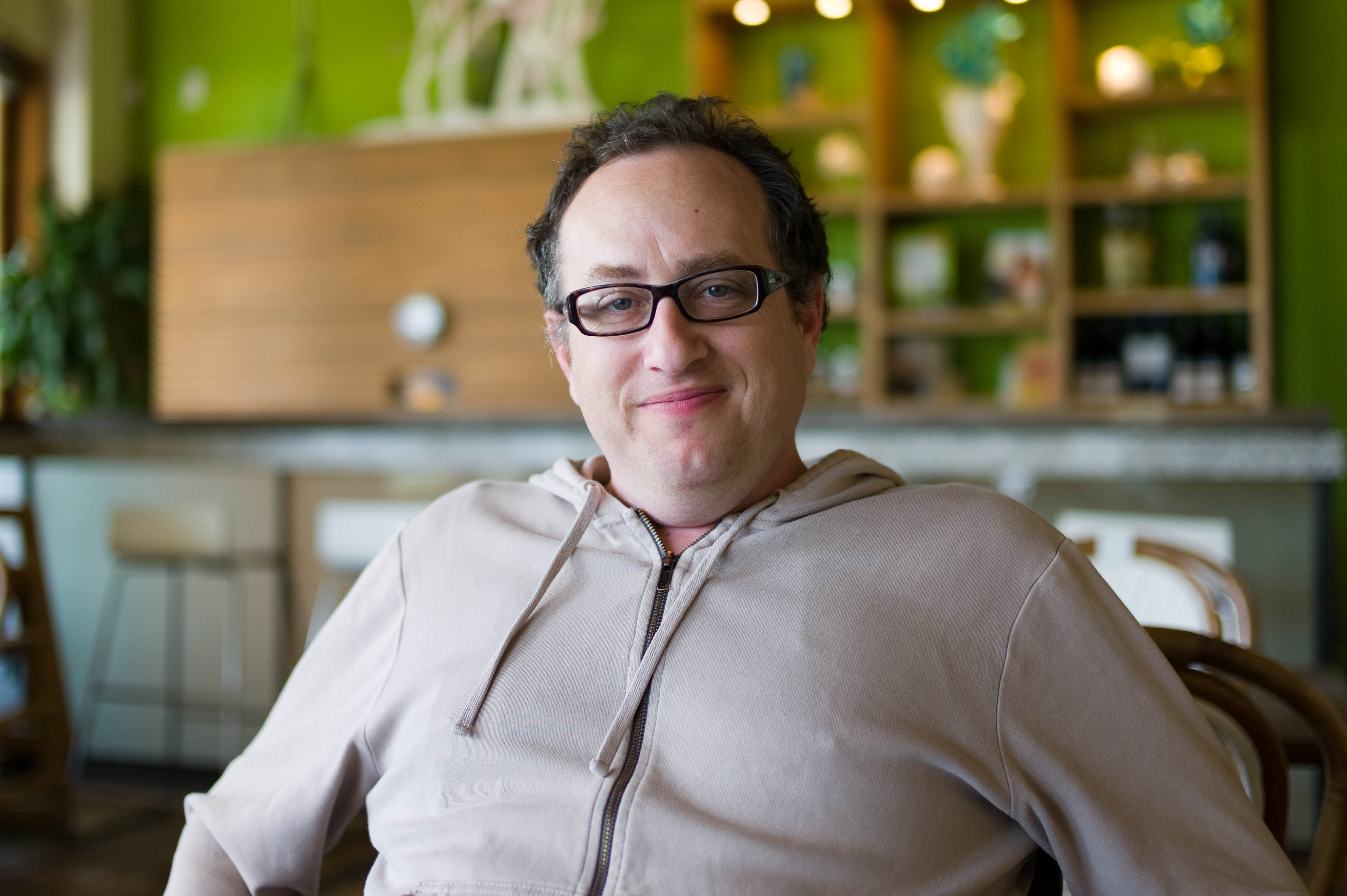
Jesse Dylan (2010)

Jesse Byron Dylan (* 6. Januar 1966 in New York City) ist ein US-amerikanischer Filmregisseur und Geschäftsführer der Produktionsfirma Wondros.

## Leben
Jesse Byron Dylan wurde 1966 als erstes Kind des Musikers Bob Dylan und von Sara Dylan in New York City geboren. Er hat zwei Brüder, darunter den Musiker Jakob Dylan, eine Schwester und eine Halbschwester. Seine Halbschwester wurde später von seinem Vater adoptiert, legte den Nachnamen nach der Scheidung der Eltern im Jahr 1977 aber wieder ab. Dylan besuchte die New York University Filmschule und arbeitete an Musikvideos.
Er ist mit der Schauspielerin Susan Traylor verheiratet und Vater zweier Kinder. Seine Schwiegereltern sind die Schauspielerlehrer William Traylor und Peggy Feury.

## Karriere
Bei dem Kurzfilm Skid Row: No Frills Video feierte er 1993 sein Regiedebüt. 1995 arbeitete er für einen Musik-Dokumentarfilm, für das Video A Face in the Crowd, als Regisseur. 2001 drehte Dylan die Kiffer-Komödie So High und arbeitete dabei mit Method Man, Redman und Hector Elizondo zusammen. Im dritten Teil der American-Pie-Reihe American Pie – Jetzt wird geheiratet war Jesse Dylan als Regisseur verantwortlich, dabei standen Jason Biggs, Alyson Hannigan, Seann William Scott, Thomas Ian Nicholas und Eddie Kaye Thomas das letzte Mal gemeinsam bei der Filmreihe vor der Kamera. Einzig Eugene Levy spielte in den weiteren Fortsetzungen mit.
Dylans bisher letzter Film Fußballfieber – Elfmeter für Daddy, mit Will Ferrell und Robert Duvall in den Hauptrollen, war diesmal eine Fußball-Komödie. Anschließend folgten die beiden Kurzfilme Inside the Light (2005) und Vidiosyncrasy (2006). Nach den Filmen nahm Jesse Dylan fünf Folgen der US-amerikanischen Fernsehserie Instant Def auf und war zugleich Produzent, bevor er im Jahr 2007 den Dokumentarkurzfilm Ricky Jay Plays Poker über und mit dem Zauberkünstler Ricky Jay (u. a. sind Willie Garson und J. J. Johnson zu sehen) aufnahm.
Neben seiner Tätigkeiten als Regisseur war Jesse Dylan bei anderen Projekten als Produzent beteiligt, wie bei dem Dokumentarfilm William Egglestone in the Real World und dem Filmdrama Welcome to California. Bei der Dokumentation Crips and Bloods, die von der Gewalt der Gangs Bloods und Crips im Süden der Stadt Los Angeles handelt, war Forest Whitaker als Sprecher zu hören. Dabei führte Stacy Peralta Regie, verfasste zudem das Drehbuch und Dylan war als Produzent an dem Film beteiligt. Der Film feierte 2008 Premiere beim Sundance Film Festival.
Bevor Dylan als Regisseur bei Filmen tätig war, nahm er Musikvideos für Lita Ford, Elvis Costello, Lenny Kravitz, Public Image Ltd., Tom Petty und Tom Waits auf. Im Jahr 2008 führte er bei dem mit einem Emmy ausgezeichneten Musikvideo Yes We Can des Interpreten will.i.am, der durch den Siegeszug von Barack Obama bei den Präsidentschaftswahlen inspiriert wurde, Regie.

## Filmografie
- 1993: Skid Row: No Frills Video (Kurzfilm)
- 1995: A Face in the Crowd (Kurzfilm)
- 2001: So High (How High)
- 2003: American Pie – Jetzt wird geheiratet (American Wedding)
- 2005: Fußballfieber – Elfmeter für Daddy (Kicking and Screaming)
- 2005: Inside the Light (Kurzfilm)
- 2006: Vidiosyncrasy (Kurzfilm)
- 2007: Ricky Jay Plays Poker (Dokumentarfilm)
- 2019: Soros (Dokumentarfilm)